# Begonia bahakensis
Espèce
Begonia bahakensis est une espèce de plantes de la famille des Begoniaceae. Elle a été décrite en 1996 par Martin Jonathan Southgate Sands (1938-)

## Répartition géographique
Cette espèce est originaire du Brunei.